# The Painted Lady
The Painted Lady é um filme mudo de 1912 norte-americano em curta-metragem, do gênero drama, dirigido por D. W. Griffith e estrelado por Blanche Sweet. Cópia do filme encontra-se conservada.

## Elenco
- Blanche Sweet
- Madge Kirby
- Charles Hill Mailes
- Kate Bruce
- Joseph Graybill
- William J. Butler
- Lionel Barrymore
- Elmer Booth
- Christy Cabanne
- Harry Carey
- Josephine Crowell
- Gladys Egan
- Dorothy Gish
- Lillian Gish
- Charles Gorman
- Robert Harron
- W. E. Lawrence
- Walter P. Lewis
- Walter Long
- Walter Miller
- Jack Pickford
- Henry B. Walthall